# Jenny Salesa

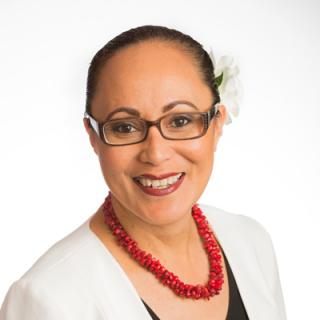
Jenny Salesa, 2017

Jennifer „Jenny“ Teresia Salesa (geb. Latu, * 1968 in Tonga) ist eine neuseeländische Politikerin der New Zealand Labour Party. Sie sitzt seit 2014 im neuseeländischen Parlament. 2017 wurde sie Ministerin im Kabinett Ardern I.

## Leben

### Kindheit & Ausbildung
Salesa wurde im Königreich Tonga geboren und wuchs dort auf. Später zog ihre Familie nach Auckland. 1996 machte sie ihren Abschluss an der University of Auckland. Bis zu ihrer Wahl 2014 arbeitete sie in verschiedenen Bereichen des öffentlichen Dienstes.

### Politik
2014 trat sie für die Labour Party im Wahlkreis Manukau East an, da der langjährige Abgeordnete Ross Robertson nicht erneut antrat und sie sich gegen acht Mitbewerber durchsetzte. Sie gewann den Wahlkreis sowohl 2014 als auch 2017. Nach einer Neuordnung der Wahlkreise gewann sie 2020 in Panmure-Ōtāhuhu.
2017 berief Jacinda Ardern Salesa in ihr Kabinett. Sie erhielt die Ministerien für Bauwesen und Konstruktion, Ethnic Communities sowie Customs. Zudem wurde sie stellvertretende Ministerin der Ressorts Gesundheit sowie Bildung.
Nach der Wahl 2020 fand sie bei der Aufstellung des Kabinetts Ardern II keine Berücksichtigung, darf aber weiterhin den Titel The Honourable tragen. Sie wurde zu einer stellvertretenden Vorsitzenden des Repräsentantenhauses ernannt.
Ministeramt im 1. Kabinett von Jacinda Ardern:

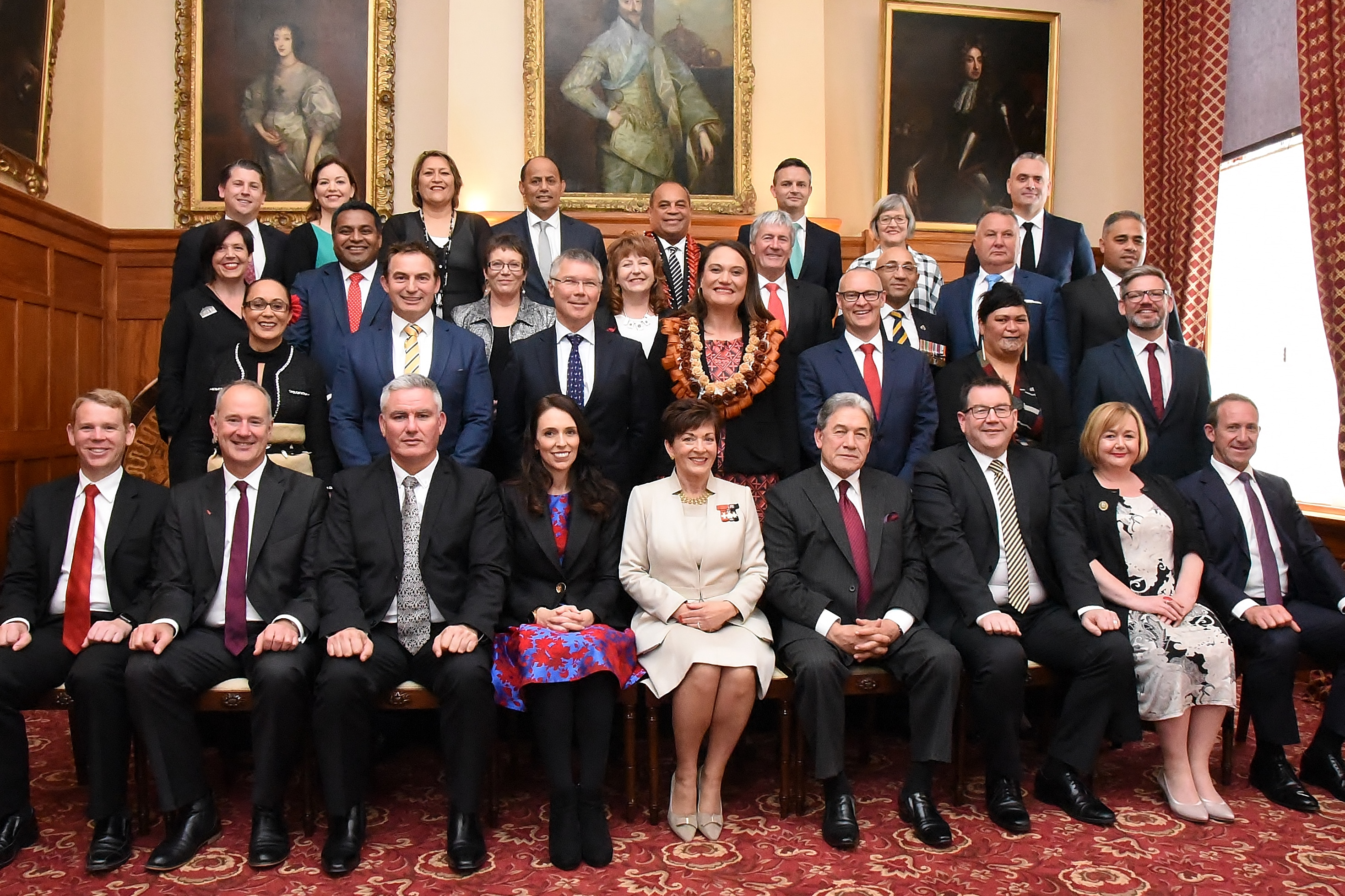
Jenny Salesa (2017)
1. von links in der zweiten Reihe

| Minister                                            | vom              | bis              |
| --------------------------------------------------- | ---------------- | ---------------- |
| Minister for Building and Construction              | 26. Oktober 2017 | 6. November 2020 |
| Minister for Ethnic Communities                     | 26. Oktober 2017 | 6. November 2020 |
| Associate Minister of Education                     | 26. Oktober 2017 | 6. November 2020 |
| Associate Minister of Health                        | 26. Oktober 2017 | 6. November 2020 |
| Associate Minister of Housing and Urban Development | 26. Oktober 2017 | 28. Juni 2019    |
| Minister of Customs                                 | 28. Juni 2019    | 6. November 2020 |

### Privates
Jenny Salesa ist mit Damon Salesa, beschäftigt an der Auckland University of Technology, verheiratet. Sie haben zwei gemeinsame Töchter.